# Hrabstwo Colbert
Colbert – hrabstwo w stanie Alabama w USA. Populacja liczy 54 984 mieszkańców (stan według spisu z 2000 roku).
Powierzchnia hrabstwa to 1615 km². Gęstość zaludnienia wynosi 36 osób/km².

## Miejscowości
- Muscle Shoals
- Sheffield
- Tuscumbia
- Cherokee
- Leighton
- Littleville